# Чира (приток Омолона)
Чира — река на Дальнем Востоке России. Протекает вдали от населённых пунктов по территории Северо-Эвенского района Магаданской области. Чира левый приток Омолона, впадает в него на 990 км от устья. Длина — 24 км. Высота устья — 706 м над уровнем моря.
Гидроним имеет эвенское происхождение, однако его точное значение не установлено.

## Данные водного реестра
По данным государственного водного реестра России относится к Анадыро-Колымскому бассейновому округу, речной бассейн реки — Колыма, речной подбассейн — Омолон. Водохозяйственный участок реки — река Омолон.
Код объекта в государственном водном реестре — 19010200112119000048381.